# Pteris malipoensis
Pteris malipoensis är en kantbräkenväxtart som beskrevs av Ren-Chang Ching. Pteris malipoensis ingår i släktet Pteris och familjen Pteridaceae. Inga underarter finns listade.